# Klaus Haniel
Klaus Haniel (* 14. Januar 1916 in München; † 11. Mai 2006) war ein deutscher Unternehmer. Er ist der Sohn von Curt Berthold Haniel und Hedwig v. Haniel geb. v. Hepperger-Hoffensthal.
Im Jahr 1935 legte er das Abitur am Wilhelmsgymnasium München ab. Von 1941 bis 1951 leitete Klaus Haniel als Nachfolger von Wilhelm Muthmann die Eisenerzgrube Karl in Geislingen (Steige) und von dort aus den baden-württembergischen Doggererzbau der Gutehoffnungshütte AG. Ab 1952 stand Klaus Haniel der Zeche Franz Haniel als Betriebsdirektor vor. Er war Mitglied der Vorstände der Bergbau AG Neue Hoffnung, der Hüttenwerk Oberhausen AG und der August Thyssen-Hütte AG. Aufsichtsratsposten bekleidete er bei der Gutehoffnungshütte Aktienverein und Gutehoffnungshütte Sterkrade AG, der Bergbau- und Industrie AG Neumühl, Rheinpreußen AG Homberg, der Zahnräderfabrik Renk Augsburg, der Franz Haniel & Cie. GmbH, MAN AG und der Verhaven B. V. Ertzlingen.